# Rezerwat przyrody Alloni Szemu’el
Rezerwat przyrody Alloni Szemu’el (hebr. שמורת אלוני שמואל, Szemurat Alloni Szemu’el) – rezerwat przyrody chroniący zespół leśny w rejonie An-Nabi Samu’il, w centralnej części Izraela. Znajduje się on w sąsiedztwie Parku Narodowego Nabi Samuil.

## Położenie
Rezerwat przyrody jest położony pomiędzy wioskami An-Nabi Samu’il, Bajt Iksa i Bajt Surik, w odległości około 0,5 km na południe od żydowskiego osiedla Har Szemu’el (dzielnica miejscowości Giwat Ze’ew). Rezerwat leży w Strefie C Autonomii Palestyńskiej, która znajduje się pod cywilną administracją Izraela. Na zachód od rezerwatu przebiega mur bezpieczeństwa, oddzielający terytorium Izraela od Autonomii Palestyńskiej - sam rezerwat leży po stronie izraelskiej.

## Rezerwat przyrody
Rezerwat jest niewielkim gajem starych drzew, o wielkości około 15 ha. Rosną tu dęby i terebinty. Tutejsze dęby są jednymi z największych w Izraelu - trzy z nich sięgają wysokości 15 metrów, a ich obwód wynosi 4 metry. Z innej roślinności występuje tu mniszek pospolity oraz szafran. Nazwa rezerwatu nawiązuje do pobliskiego Parku Narodowego Nabi Samuil, który chroni grobowiec proroka Samuela.

## Turystyka
Obecnie nie ma możliwości dojechania do rezerwatu samochodem. Aby dotrzeć do rezerwatu, należy iść pieszo na południe z osiedla Har Szemu’el. Teren jest ogólnodostępny. Brak jakichkolwiek udogodnień turystycznych, jedynie wokół dębów znajdują się betonowe ławki.